# Richonell Margaret
Richonell Margaret (Alkmaar, 7 september 2000) is een Nederlands voetballer die als vleugelspeler, aanvaller voor Go Ahead Eagles speelt.

## Carrière
Richonell Margaret werd geboren in Alkmaar en groeide op in Heerhugowaard. Hij begon zijn voetbalcarrière in de jeugd van SV De Foresters en maakte vervolgens de overstap naar de jeugdopleiding van AFC Ajax, waar hij zijn technische vaardigheden verder ontwikkelde. In 2018 ging Margaret naar de jeugd van SBV Vitesse, waar hij zich snel wist te onderscheiden. Dit leidde in 2019 tot het tekenen van een contract bij Vitesse, dat hem tot medio 2022 aan de club verbond.
Zijn officiële debuut voor SBV Vitesse volgde op 18 januari 2019, in een thuiswedstrijd tegen Excelsior Rotterdam. In deze met 3-2 gewonnen wedstrijd viel Margaret in de 72e minuut in voor Oussama Darfalou.Tijdens zijn periode bij Vitesse speelde hij in totaal vijf wedstrijden, allemaal als invaller. Een van deze invalbeurten was in de kwartfinale van de KNVB Beker tegen AZ, waar hij liet zien dat hij onder druk kon presteren.
In de zomer van 2019 maakte Margaret de overstap naar AZ (voetbalclub), waar hij aanvankelijk aansloot bij Jong AZ om zich verder te ontwikkelen. Tijdens het seizoen 2021/2023 werd hij verhuurd aan TOP Oss, waar hij waardevolle speelminuten en ervaring opdeed.
In 2023 versterkte RKC Waalwijk selectie met de komst van Richonell Margaret. De club noemde hem "een grote aanwinst" en voegde daarmee een veelzijdige aanvaller toe aan de spelersgroep. Margaret tekende een tweejarige verbintenis in het Mandemakers Stadion, die hem tot medio 2025 aan RKC Waalwijk verbindt, met een optie voor nog een extra jaar.

### Statistieken
| Seizoen        | Club           | Competitie     | Competitie | Competitie | Beker | Beker | Internationaal | Internationaal | Overig | Overig | Totaal | Totaal |
| Seizoen        | Club           | Competitie     | Wed.       | Dlp.       | Wed.  | Dlp.  | Wed.           | Dlp.           | Wed.   | Dlp.   | Wed.   | Dlp.   |
| -------------- | -------------- | -------------- | ---------- | ---------- | ----- | ----- | -------------- | -------------- | ------ | ------ | ------ | ------ |
| 2018/19        | SBV Vitesse    | Eredivisie     | 4          | 0          | 1     | 0     | 0              | 0              | –      | –      | 5      | 0      |
| 2018/19        | Jong Vitesse   | Tweede divisie | 7          | 4          | –     | –     | –              | –              | –      | –      | 7      | 4      |
| 2019/20        | Jong AZ        | Eerste divisie | 17         | 4          | –     | –     | –              | –              | –      | –      | 17     | 4      |
| 2020/21        | Jong AZ        | Eerste divisie | 25         | 2          | –     | –     | –              | –              | –      | –      | 25     | 2      |
| 2021/22        | Jong AZ        | Eerste divisie | 1          | 1          | –     | –     | –              | –              | –      | –      | 1      | 1      |
| 2021/22        | → TOP Oss      | Eerste divisie | 24         | 1          | 1     | 0     | –              | –              | –      | –      | 25     | 1      |
| 2022/23        | → TOP Oss      | Eerste divisie | 21         | 1          | 1     | 0     | –              | –              | –      | –      | 22     | 1      |
| 2023/24        | RKC Waalwijk   | Eredivisie     | 24         | 4          | 0     | 0     | –              | –              | –      | –      | 24     | 4      |
| 2024/25        | RKC Waalwijk   | Eredivisie     | 34         | 5          | 3     | 2     | –              | –              | –      | –      | 37     | 7      |
| Carrièretotaal | Carrièretotaal | Carrièretotaal | 157        | 22         | 6     | 2     | 0              | 0              | 0      | 0      | 163    | 24     |

Bijgewerkt op 20 mei 2025.

## Interlandloopbaan
Aanvaller Richonell Margaret van RKC Waalwijk gaat deel uit maken van het Surinaams voetbalelftal. De RKC’er is opgeroepen voor Gold Cup-kwalificatiewedstrijden tegen Martinique, die in Maart 2025 gespeeld gaat worden.
Natio, zoals de bijnaam van het nationale team van Suriname luidt, speelt op vrijdag 21 maart 2025 in Paramaribo tegen Martinique. Op dinsdag 25 maart 2025 is de return in Fort-de-France. De winnaar van het tweeluik plaatst zich voor de Gold Cup, die komende zomer in Canada en de Verenigde Staten wordt gespeeld. 
Margaret speelde nog geen interlands. De talentvolle aanvaller "dit seizoen direct betrokken bij tien Eredivisiedoelpunten", heeft goed gedebuteerd en nam ook het initiatief namens Suriname. 
Suriname heeft zich voor de tweede keer in de historie gekwalificeerd voor de Gold Cup 2025. De Surinamers wonnen op bezoek bij Martinique met opnieuw 1-0 de heenwedstrijd eindigde ook al in 1-0 waardoor het deze zomer uitkomt op het CONCACAF-toernooi dat in Canada en de Verenigde Staten op de rol staat.). Het toernooi gaat 14 juni van start en duurt tot en met 6 juli 2025. 
Gold Cup-prestatie: Ondanks de uitschakeling was hij een sleutelspeler voor Suriname tijdens de CONCACAF Gold Cup, waar hij een doelpunt scoorde en een assist gaf." Een doelpunt, een assist en tal van goede acties maakte Margaret op de Gold Cup. Tegen Costa Rica liet de aanvaller zicht prominent zien, tegen Mexico onderstreepte hij zijn waarde voor de Natio.

## Benoemd tot dusver dribbelkoning van de Eredivisie dit seizoen 24/25
Richonell Margaret beschikt over een uitstekende dribbel. 
De aanvaller van RKC Waalwijk heeft dit seizoen al 63 succesvolle dribbels achter zijn naam staan in 25 wedstrijden.

## Go Ahead Eagles contracteert Richonell Margaret tot medio 2029
Go Ahead Eagles heeft zich versterkt met Richonell Margaret. De 24-jarige aanvaller komt over van RKC Waalwijk en heeft in Deventer een contract getekend tot de zomer van 2029. De aanvaller sluit na zijn vakantie aan bij de selectie. Margaret kijkt met vertrouwen uit naar zijn avontuur in Deventer. 